# 라이언 브론
라이언 조지프 브론(영어: Ryan Joseph Braun, 1983년 6월 20일 ~ )은 미국의 야구 선수로 현재 미국 프로 야구 리그 메이저리그 베이스볼의 팀인 밀워키 브루어스에서 뛰고 있다. "히브리 망치(영어: The Hebrew Hammer)"란 별명이 있다.

## 일화
밀워키 브루어스 산하 트리플 A 내시빌 사운즈 소속으로 뉴욕 메츠 산하 트리플 A 뉴올리언즈 제퍼슨 소속의 박찬호선수에게 3연타석 홈런(1회, 3회 솔로, 4회 2점)을 때린적이 있다. 07년 4월 15일 경기

## 약물 논란
뉴욕 양키즈의 알렉스 로드리게스 선수의 금지약물 투여 파동으로 대대적인 조사로 인해 라이언 브론도 지목이 되었고 이에 2013년 7월 시즌도중 결국 라이언 브론은 금지약물 투여를 시인하였고 MLB사무국한테 잔여경기 출정금지를 받았다. 시인한 이후로 라이언 브론을 후원해주던 스포츠 용품 나이키는 곧바로 브론과 관련된 상품을 전부 폐기하는 동시에 후원을 끓었다. 밀워키 브루어스의 한 팬은 그의 유니폼인 braun을 몇글자를 바꿔 fraud(사기꾼)라고 표시할정도로 배신감을 주었다고 할 수 있다. 2014년 복귀 후에 다저 스타디움에서 경기하며 안타를 치거나 다저스선수들의 타구를 잡으면 팬들은 야유를 보냈다. 그 이유는 2011년 내셔널 리그 MVP를 그가 차지했을 당시 2위가 바로 LA 다저스의 맷 켐프이기 때문이다.약쟁이

## 수상 경력
- 2008,2009,2010,2011,2012년 메이저 리그 실버슬러거상
- 2011 NL MVP (*약물)
- 2007년 내셔널리그 신인왕상

## 통계

### 연도별 타격 성적
| 연도      | 소속      | 경 기 | 타 석 | 타 수 | 득 점 | 안 타 | 2 루 타 | 3 루 타 | 홈 런 | 루 타 | 타 점 | 도 루 | 도루 실패 | 희생 번트 | 희생 플라이 | 볼 넷 | 고의 사구 | 死 구 | 삼 진 | 병 살 타 | 타 율 | 출 루 율 | 장 타 율 | O P S |
| --------- | --------- | ----- | ----- | ----- | ----- | ----- | ------- | ------- | ----- | ----- | ----- | ----- | --------- | --------- | ----------- | ----- | --------- | ----- | ----- | -------- | ----- | -------- | -------- | ----- |
| 2007년    | MIL       | 113   | 492   | 451   | 91    | 146   | 26      | 6       | 34    | 286   | 97    | 15    | 5         | 0         | 5           | 29    | 1         | 7     | 112   | 13       | .321  | .370     | .634     | 1.004 |
| 2008년    | MIL       | 151   | 663   | 611   | 92    | 174   | 39      | 7       | 37    | 338   | 106   | 14    | 4         | 0         | 4           | 42    | 4         | 6     | 129   | 13       | .285  | .335     | .553     | .888  |
| 2009년    | MIL       | 158   | 708   | 635   | 113   | 203   | 39      | 6       | 32    | 350   | 114   | 20    | 6         | 0         | 3           | 57    | 1         | 13    | 121   | 7        | .320  | .386     | .551     | .937  |
| 2010년    | MIL       | 157   | 685   | 619   | 101   | 188   | 45      | 1       | 25    | 310   | 103   | 14    | 3         | 0         | 3           | 56    | 1         | 6     | 105   | 19       | .304  | .365     | .501     | .866  |
| 2011년    | MIL       | 150   | 629   | 563   | 109   | 187   | 38      | 6       | 33    | 336   | 111   | 33    | 6         | 0         | 6           | 58    | 2         | 5     | 93    | 9        | .332  | .397     | .597     | .994  |
| 2012년    | MIL       | 154   | 667   | 598   | 108   | 191   | 36      | 3       | 41    | 356   | 112   | 30    | 7         | 0         | 5           | 63    | 15        | 11    | 128   | 12       | .319  | .391     | .595     | .986  |
| 2013년    | MIL       | 61    | 253   | 225   | 30    | 67    | 14      | 2       | 9     | 112   | 38    | 4     | 5         | 0         | 1           | 27    | 7         | 0     | 56    | 8        | .298  | .372     | .498     | .869  |
| 2014년    | MIL       | 135   | 580   | 530   | 68    | 141   | 30      | 6       | 19    | 240   | 81    | 11    | 5         | 0         | 3           | 41    | 3         | 6     | 113   | 17       | .266  | .324     | .453     | .777  |
| 통산：8년 | 통산：8년 | 1079  | 4687  | 4232  | 712   | 1297  | 267     | 37      | 230   | 2328  | 762   | 141   | 41        | 0         | 27          | 373   | 34        | 54    | 857   | 95       | .306  | .368     | .550     | .918  |

- 2014년 기준, 굵은 글씨는 시즌 최고 성적.